# Краткая история всех, кто когда-либо жил
Краткая история всех, кто когда-либо жил: история человечества, рассказанная через наши гены (англ. A Brief History of Everyone Who Ever Lived) ― научно-популярная книга британского генетика, писателя и телеведущего Адама Резерфорда. Впервые была опубликована в Великобритании в 2016 году.

## Содержание
Автор объясняет гипотезу о том, что Homo sapiens возник в Африке около 200 000 лет назад. Затем эти люди начали медленно мигрировать в Европу около 100 000 лет назад, где встретили неандертальцев. ДНК, выделенная из останков неандертальцев, при сравнении с ДНК современного человека показала, что Homo sapiens спаривался с Homo neanderthalensis и сегодня европейцы имеют 2% генов неандертальцев в своем геноме.
В книге также исследуется происхождение европейских королей. ДНК позволила генетикам построить родословное древо, которое восходит к Карлу Великому в VIII веке. Резерфорд показывает, что родословные ― это не аккуратные, а весьма запутанные сети. Они часто разрушаются сами по себе в результате скрещивания близкородственных людей ― инбридинга. Генеалогическое древо испанского короля Карла II было особенно плохим из-за кровосмешения в семье, члены которой пытались таким образом сохранить свою «королевскую кровь», что отрицательно сказывалось на их здоровье; сам Карл II был инвалидом, эпилептиком и психически неуравновешенным человеком. Это было вызвано многочисленными близкородственными браками между испанской и австрийской ветвями Габсбургов. Коэффициент инбридинга Карла II был 25%: такой же показатель у детей, родившихся в результате инцеста между братом и сестрой.
В книге рассказывается о генах, ответственных за некоторые человеческие черты, включая цвет кожи и волос, разрез глаз и т. д. Автор утверждает, что расовая классификация является научно неверным понятием. Геном кодирует огромное количество характеристик, которые различаются от человека к человеку, что намного превышает физические различия между черными и белыми людьми. Резерфорд заключает, что генетика не может использоваться для определения расы. Также в книге рассказывается о британском учёном-антропологе Фрэнсисе Гальтоне, основоположнике евгеники.
Также в книге рассказано о проекте «Геном человека», который выяснил, что у людей всего около 20 000 генов, что намного меньше, чем ожидали ученые. В итоге этот проект задал больше вопросов, чем дал ответов. Проект также подчеркнул пределы генетики и то, что это не панацея от болезней.
Резерфорд критикует популярную прессу за неточные сообщения о генетике, а также компании, проводящие тесты ДНК, якобы дающие невероятно точные результаты. Он говорит, что эти компании и пресса часто упускают из виду тот факт, что генетика ― не является точной наукой и в ней велика доля вероятности.

## Критика
В обзоре издания The Guardian критик Колин Грант охарактеризовал эту книгу как «бурный труд, наполненный рассказами и противоречивыми идеями». Он назвал автора «восторженным гидом», который распутывает лабиринт рухнувших генеалогических деревьев. Критик пишет, что «особенно проясняет» неточно определенное понятие расы и «как она существует и не существует». По мнению критика, Резерфорд ставит перед собой высокие цели: переписать человеческую историю, но назвал его «достойным похвалы историком… который полон решимости пролить свет на общность Homo sapiens».
Газета The New York Times похвалила автора за его «захватывающее повествование», которое «занимательно и увлекательно» и «никогда не кажется педантичным». Критик этой газеты был впечатлен тем, как Резерфорд рассматривал такие деликатные темы, как раса и евгеника, и то, что он использовал такие примеры, как ушная сера и непереносимость лактозы, а не Менделя с его горохом, чтобы продемонстрировать, как работает генетика.
В обзоре издания The Wall Street Journal пишется, что книга «не особенно краткая, не совсем история и не касается всех, кто когда-либо жил». Но этому изданию импонирует то, что Резерфорд не попался в ловушку легковесного отношения к науке, как это часто делается в научно-популярных книгах. Газета пишет, что автор ― «увлеченный гид и хороший рассказчик», хотя при этом отмечает многочисленные отступления Резерфорда, которые прерывают ход текста.

## Издания в России
В России книга была издана в 2018 году.
- «Краткая история всех, кто когда-либо жил», Москва, Эксмо, переводчик Т. Мосолова, ISBN 978-5-04-094378-4